# Defqon.1
Pour l’article ayant un titre homophone, voir DEFCON.
Defqon.1 (Defqon-1, Defqon.1 Festival, ou simplement DQ1) est un festival de hardstyle et techno hardcore, annuellement organisé depuis 2003 par Q-dance aux Pays-Bas. Il s'agit d'un événement de grande ampleur partagée entre activités, animations et pyrotechnie (notamment feux d'artifice). De nombreux effets de lumières sont utilisés au cours du festival, dont les DJ se répartissent sur différentes scènes identifiées par une couleur selon le type de musique et ainsi simultanément. Ces DJ, habituellement de renom, participant au festival incluent notamment Zany, The Prophet, Showtek, Darkraver, Technoboy, DJ Isaac, Zatox, Scot Project, D-Block & S-te-Fan, Promo, Yoji Biomehanika, Psyko Punkz, Frontliner, Coone, Dr. Peacock, Wildstylez, et Headhunterz.

## Histoire

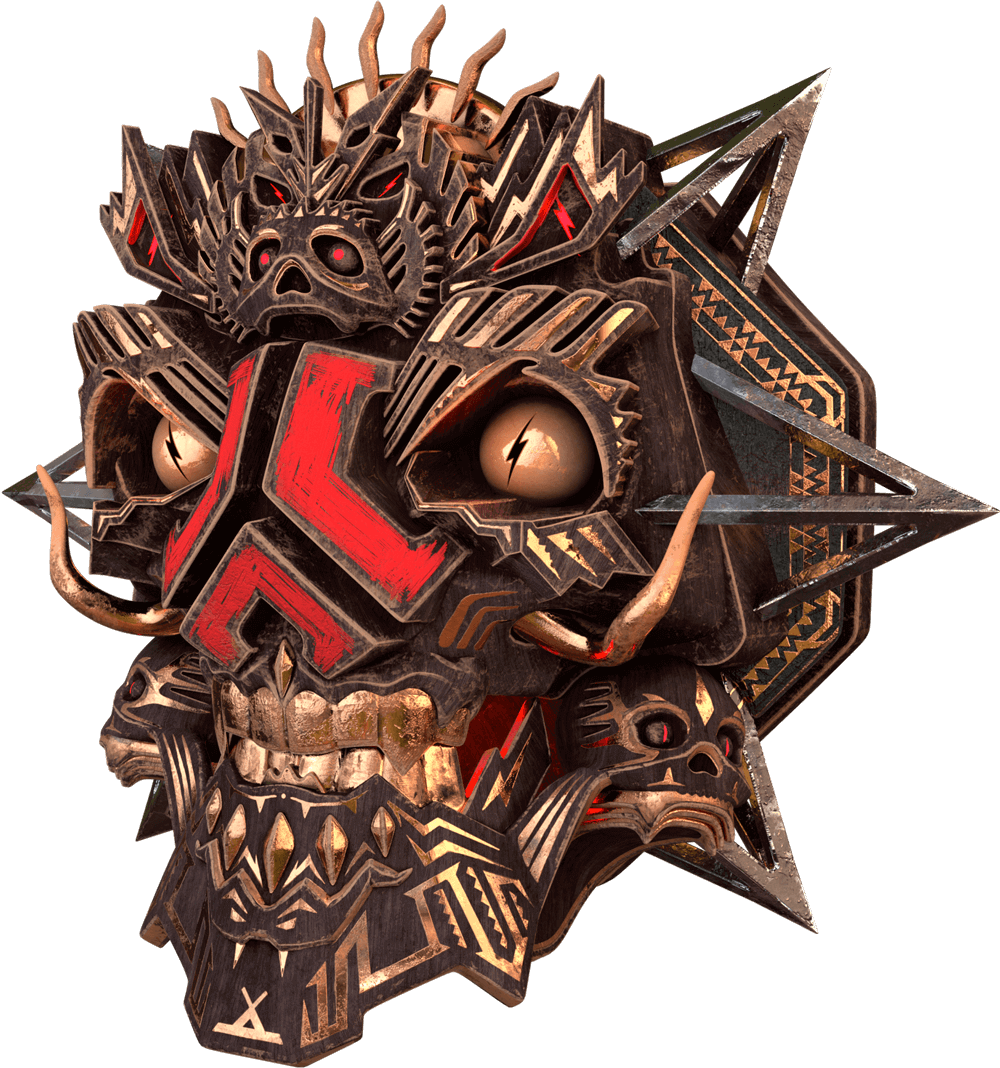
Masque Defqon.1 2019.

Defqon.1 est un festival organisé par la société néerlandaise Q-dance depuis 2003. Cet événement se déroule pour la première fois à Almere, puis est transféré depuis 2011 à Biddinghuizen, restant dans la province de Flevoland. Il se déroule sur plusieurs jours sur un terrain près du parc Walibi Holland,. La troisième édition officielle de Defqon.1 se déroule en juin 2005, et surpasse de loin les deux premières éditions. Dès 2007, les billets se vendent beaucoup plus rapidement à la suite d'une très forte notoriété avec 30 000 billets vendus en 90 minutes.
En 2011, plus de 45 000 visiteurs se sont rendus au festival, 15 000 d'entre eux ayant été autorisé à dormir dans le camp pour assister à l'after-party du lendemain ; la presse spécialisée était également présente à cette édition. En 2013 en Australie, l'édition se déroule du 21 au 22 septembre à Penrith avec une line-up notamment composée de The Prophet, Technoboy, Noisecontrollers, et Endymion. Cette même année, un jeune homme de 23 ans meurt intoxiqué, ; les médias australiens polémiquent à nouveau sur l'usage des drogues dans ces types de festivals. Malgré cela 20 000 visiteurs ont répondu présent à l'édition, et le site intégrait un supermarché, une salle de cinéma, un restaurant, et un accès gratuit au Wi-Fi. Pour l'édition 2014 du festival, Q-dance dispose d'une superficie du camping beaucoup plus importante que lors des éditions précédentes. Il a d'ailleurs été annoncé qu'il y aurait moins de billets « Samedi » disponibles à la vente. L'édition 2014 s'est déroulé à guichet fermé, avec 30 000 tickets vendus pour les trois jours avec camping sur place, et 25 000 tickets additionnels pour le samedi, soit un total de 55 000 visiteurs. Elle s'est également soldée sur 102 arrestations par la police.
De nombreuses nationalités sont représentées chaque année. Depuis 2009, il existe également une version australienne, qui a lieu à Sydney au Centre international de régate, à Penrith, construit en 2000 pour les Jeux olympiques d’été.
En 2015 et 2016, Defqon.1 est organisée à Santiago, au Chili. Q-dance annonce toutefois fin 2016 qu'il n'organiserait plus Defqon au Chili. Defqon.1 Australia ne sera pas organisé pour l'édition 2019.
En 2020, Defqon.1 n'a pas lieu, le premier ministre néerlandais Mark Rutte ayant déclaré que tous les événements aux Pays-Bas étaient annulés jusqu'en septembre 2020 en raison de la pandémie de Covid-19 en cours. Defqon.1 est organisé virtuellement en 2021, les concerts des artistes participants étant diffusés en continu sur le site web Defqon.1. Après deux années sans festival physique, Defqon.1 revient en 2022 avec plus de 100 000 visiteurs.
Le festival est de nouveau organisé en 2022, avec plus de 100 000 visiteurs uniques. L'édition suivante, de 2023, est organisée du 27 au 30 juin, et ajoute deux nouvelles scènes : Green (hardtechno) (en remplaçant la silver industrial) et Orange (psy trance). Il révèle également les thèmes de l'édition suivante, de 2024, en streaming. L'intégralité du line-up de l'édition 2024 est révélé le 28 mars, l'hymne étant réalisé par les jumeaux Sound Rush, et le festival prend place le 27 juin.

## Incidents
Des feux d'artifice sont tirés vers la foule lors de l'édition 2023 de Defqon.1, mais ne fait aucun blessé. Pendant l'édition 2024, le main stage prend feu mais est rapidement maîtrisé, ne faisant là aussi aucun blessé.

## Concept et activités
Defqon.1 se différencie des autres festivals de par ses activités d'animations et de pyrotechnie. Des feux d'artifice, vols en hélicoptère, et catapultages notamment, sont organisés. En 2006, un homme est catapulté à plus de 100 mètres de hauteur. En 2007, un homme est apparu avec un jetpack. Et en 2008, des professionnels faisaient du scooter des mers, volaient avec un paramoteur, et on pouvait également faire du saut à l'élastique. Aussi, de nombreux effets de lumières sont utilisés au cours du festival, dont les DJ se répartissent sur différentes scènes identifiées par une couleur selon le type de musique et ainsi simultanément.
L'année 2014 offre de nouvelles activités : un cinéma, un jeu de chaises musicales, un coin détente, une course de voitures ou une course en sac, du saut à l’élastique, et même un emplacement à platines afin de permettre aux visiteurs amateurs de se produire où de s'entraîner.

## Éditions
| Année | Date                                           | Lieu                                           | Hymne                                                                  | Couleurs | Affluence                                      | Réf.                                           |
| ----- | ---------------------------------------------- | ---------------------------------------------- | ---------------------------------------------------------------------- | --- | ---------------------------------------------- | ---------------------------------------------- |
| 2003  | 14 juin                                        | Almere Strand, Pays-Bas                        | DHHD - 30 Minutes                                                      | Black (oldstyle/hardcore), Red (hardstyle), Orange (hard trance), Purple (talents), Green (techno) et Blue (hardstyle) | 30 000                                         |                                                |
| 2004  | 19 juin                                        | Almere Strand, Pays-Bas                        | Tuneboy - Demolition                                                   | Red (hardstyle), Orange (hard trance), Green (techno), Purple (talents), Blue (hardstyle), Yellow (NRG) et Black (hardcore) | –                                              | –                                              |
| 2005  | 18 juin                                        | Almere Strand, Pays-Bas                        | The Prophet - Emercengy Call                                           | Blue (hardstyle), Black (hardcore), Orange (NRG), Yellow (hard trance), Green (techno), Red (hardstyle), Brown (jump-system), Grey (hardcore/oldschool), Purple (talents) et White (chill-out) | –                                              | –                                              |
| 2006  | 17 juin                                        | Almere Strand, Pays-Bas                        | Showtek - The Colours of the Harder Styles                             | Red (mainstage), Green (techno), Orange (NRG/hard trance), Blue (hardstyle), Brown (jumpstyle), Black (hardcore), Grey (oldstyle), White (experimental), Silver (classic dance) et Purple (Q-Factor) | –                                              | –                                              |
| 2007  | 16 juin                                        | Almere Strand, Pays-Bas                        | Brennan Heart & JDX - Get Wasted                                       | Red (mainstage), Black (hardcore), Blue (hardstyle), Green (techno), Grey (oldstyle/early rave), Orange (hard trance/hard house), Silver (industrial), Brown (jumpstyle), Purple (talents) et White (freestyle)                                                                                              | –                                              | –                                              |
| 2008  | 14 juin                                        | Almere Strand, Pays-Bas                        | Luna & Deepack - Biological Insanity                                   | Red (mainstage), Black (hardcore), Blue (hardstyle), Purple (early hardstyle), Green (techno), Grey (oldstyle/early rave), Orange (hard trance/hard house), Silver (industrial), Brown (jumpstyle) et White (freestyle)                                                                                      | –                                              | –                                              |
| 2009  | 13 juin                                        | Almere Strand, Pays-Bas                        | Headhunterz - Scrap Attack                                             | Red [Red Skin] (Mainstage), Orange [Orange Heart] (hard trance), Grey (oldstyle/early rave), Blue [Blue Blood] (hardstyle), Green [Green Wings] (techno), Silver [Silver Teeth] (Industrial), Purple [Purple Tail] (Early Hardstyle), Black [Black Eyes] (hardcore) et Brown [Brown Claws] (jumpstyle)       | –                                              | –                                              |
| 2010  | 12 juin                                        | Almere Strand, Pays-Bas                        | Wildstylez - No Time to Waste                                          | Red (mainstage), Black (hardcore), Blue (hardstyle), Silver (industrial), Green (techno), Brown (french tek), Mallow (early hardstyle), Grey (oldstyle/early rave), Orange (hard trance), White (Qlub Underground) et Heineken Star Club                                                                     | –                                              | –                                              |
| 2011  | 25 juin                                        | Evenemententerrein Biddinghuizen, Pays-Bas     | Noisecontrollers - On the Move (Unite)                                 | Red (mainstage), Blue (hardstyle), Black (hardcore), UV (hardstyle), White, Grey, Brown, Green, Magenta (dubstep), Purple, Orange, Silver et Chill Island | –                                              | –                                              |
| 2012  | 21 juin                                        | Evenemententerrein Biddinghuizen, Pays-Bas     | Headhunterz feat. Wildstylez feat. Noisecontrollers - World of Madness | Red (mainstage), Blue (hardstyle), Black (hardcore), UV (hardstyle), Grey, Brown, Mallow, Gold, Orange et White | 55 000                                         | [ 28 ]                                         |
| 2013  | 21 juin                                        | Evenemententerrein Biddinghuizen, Pays-Bas     | Frontliner - Weekend Warriors                                          | Red (mainstage), Purple, Green, Magenta, Gold, Blue (hardstyle), Ultra Violet (hardstyle), White, Black (hardcore), Orange et Silver | 55 000                                         | [ 29 ]                                         |
| 2014  | 27 juin                                        | Evenemententerrein Biddinghuizen, Pays-Bas     | Coone - Survival of the Fittest                                        | Red (mainstage, hardstyle), Purple (talents), Green (breaks), Magenta (early hardstyle), Gold (millenium hardcore), Blue (raw), Ultra Violet (euphoric), White (subground), Black (hardcore), Orange (Q-dance radio 24/24), Silver (industrial), Yellow (extrême), Indigo (xtra raw), Blue Night Unit        | 55 000                                         | ,                                              |
| 2015  | 19 juin                                        | Evenemententerrein Biddinghuizen, Pays-Bas     | Ran-D - No Guts, No Glory                                              | Red (mainstage, hardstyle), Purple (talents), Green (breaks), Magenta (early hardstyle), Gold (millenium hardcore), Blue (raw), Ultra Violet (euphoric), White (subground), Black (hardcore), Orange (Q-dance radio 24/24), Silver (industrial), Yellow (extrême), Indigo (xtra raw), Blue Night Unit        | 62 000                                         | –                                              |
| 2016  | 24 juin                                        | Evenemententerrein Biddinghuizen, Pays-Bas     | Bass Modulators - Dragonblood                                          | Red (tous les styles hard), Purple (talents), Magenta (early hardstyle), Gold (early Rave, early hardcore), Blue (raw), Ultra Violet (euphoric), White (freestyle), Black (hardcore), Silver (industrial hardcore), Yellow (terror et frenchcore), Indigo (xtra raw), Blue Night Unit (tous les styles hard) | 65 000                                         | –                                              |
| 2017  | 23 juin                                        | Evenemententerrein Biddinghuizen, Pays-Bas     | Frequencerz - Victory Forever                                          | Red (tous les styles hard), Purple (talents), Magenta (early hardstyle), Gold (early rave, millennium hardcore), Blue (raw), Ultra Violet (euphoric), White (freestyle), Black (hardcore), Silver (industrial hardcore), Yellow (extrême), Indigo (xtra raw), Blue Night Unit (tous les styles hard)         | 65 000                                         | –                                              |
| 2018  | 23, 24, 25 juin                                | Evenemententerrein Biddinghuizen, Pays-Bas     | Project One - Maximum Force                                            | Red (tous les styles hard), Purple (talents), Magenta (early hardstyle), Gold (early rave, millennium hardcore), Blue (raw), Ultra Violet (euphoric), White (freestyle), Black (hardcore), Silver (industrial hardcore), Yellow (extrême), Indigo (Xtra raw), Blue Night Unit (tous les styles hard)         | –                                              | –                                              |
| 2019  | 28, 29, 30 juin                                | Evenemententerrein Biddinghuizen, Pays-Bas     | KELTEK, Phuture Noize, Sefa - One Tribe                                | Red (tous les styles hard), Purple (talents), Magenta (early hardstyle), Gold (early rave, millennium hardcore), Blue (raw), Ultra Violet (euphoric), Black (hardcore), Silver (industrial hardcore), Yellow (extrême), Indigo (xtra raw), Blue Night Unit (tous les styles hard)                            | 78 000                                         | –                                              |
| 2020  | 25, 26, 27 juin                                | Evenemententerrein Biddinghuizen, Pays-Bas     | D-Block & S-te-Fan - Primal Energy                                     | Red (tous les styles hard), Purple (talents), Magenta (early hardstyle), Gold (early rave, millennium hardcore), Blue (raw), Ultra Violet (euphoric), Black (hardcore), Silver (industrial hardcore), Yellow (extrême), Indigo (xtra raw), Blue Night Unit (tous les styles hard)                            | –                                              | –                                              |
| 2021  | Annulation pour cause de pandémie de Covid-19. | Annulation pour cause de pandémie de Covid-19. | Annulation pour cause de pandémie de Covid-19.                         | Annulation pour cause de pandémie de Covid-19. | Annulation pour cause de pandémie de Covid-19. | Annulation pour cause de pandémie de Covid-19. |
| 2022  | 23-26 juin                                     | Evenemententerrein Biddinghuizen, Pays-Bas     | D-Block & S-te-Fan - Primal Energy                                     | – | 100 000                                        | [ 19 ]                                         |
| 2023  | 22, 23, 24, 25 juin                            | Evenemententerrein Biddinghuizen, Pays-Bas     | Sub Zero Project - Path of the Warrior                                 | Red (tous les styles hard), Purple (talents), Magenta (early hardstyle), Gold (early rave, millennium hardcore), Blue (raw), Ultra Violet (euphoric), Black (hardcore), Silver (Industrial Hardcore), Yellow (extrême), Indigo (xtra raw), Blue Night Unit (tous les styles hard)                            | –                                              | –                                              |
| 2024  | 27, 28, 29, 30 juin                            | Evenemententerrein Biddinghuizen, Pays-Bas     | Sound Rush - Power of the Tribe                                        | Notamment : Green (hardtechno), Orange (psy trance) | –                                              | –                                              |
| 2025  | 26, 27, 28, 29 juin                            | Evenemententerrein Biddinghuizen, Pays-Bas     | Vertile - Where legends rise                                           | Comme les années précédentes, avec l'arrivée de la scène Pink dédiée à la Drum & bass. |                                                |                                                |